# Marion Ancrum
Marion Ancrum (fl. 1885-1919), mais tarde Marion Turnbull, foi uma artista escocesa conhecida pelas suas pinturas de cenas das rua de Edimburgo.

## Biografia
Ancrum foi uma artista que viveu em Edimburgo e especializou-se em pinturas de paisagens e interiores domésticos. Produziu várias aquarelas de cenas de rua da Cidade Velha de Edimburgo, três das quais estão na colecção de arte da cidade de Edimburgo. Foi expositora frequente da Royal Scottish Watercolor Society e também, ocasionalmente, da Royal Academy de Londres, da Royal Scottish Academy, do Royal Glasgow Institute de Belas Artes e da Aberdeen Artists Society.